# Рева, Владимир Сергеевич
Рева Владимир Сергеевич (англ. Володимир Сергійович Рева; род. 25 сентября 1958, Жмеринка, Винницкая область) — советский и украинский футболист, футбольный тренер. Сын Сергей — футболист.

## Биография
Владимир Рева начинал играть за юношескую команду при винницком «Локомотиве», которая выступала в первенстве СССР среди юношей. Играл за клубы второй лиги «Днепр» (Черкассы) и «Фрунзенец» (Сумы).
В 1982 году становится главным тренером команды КФК «Темп». После этого, с 1993 по 1999 годы, работал тренером-селекционером и ассистентом главного тренера винницкой «Нивы».
В 1984 году назначен директором спортшколы. Девять лет руководил винницким ДЮСШ «Темп».
В 2000 году был назначен главным тренером профессионального клуба ФК «Нива», сменившего название на ФК «Винница». Его президентом был Петр Порошенко.
После ухода из «Нивы» Владимир Рева проработал старшим преподавателем в Винницком педуниверситете, читал предмет «Тактика» на кафедре спорта. Потом переехал в Тирасполь, где тренировал одноименную команду высшей лиги. За пять лет работы команда трижды играла в еврокубковых сезонах (2004, 2006 и 2008 годы), один раз в Кубке Интертото, дважды в Кубке УЕФА.
В 2010 году вернулся на Украину. Под его руководством была создана футбольная академия «Скала» (Стрый-Моршин). Было открыто восемь филиалов академии «Скалы» в четырёх западных областях Украины.
В 2013 году губернатор Сумской области предложил Владимиру Реве совместно со знаменитой испанской «Барселоной» создать футбольный центр «Барса». В течение 2013—2014 годов в Сумах было построено четыре футбольных поля, девять этажей Академии.
24 июля 2015 года Владимира Реву утвердили на пост главного тренера женской национальной сборной Украины.